# Општина Бовец
Општина Бовец (словен. Bovec) је једна од општина Горишке регије у држави Словенији. Седиште општине је истоимени градић Бовец.

## Природне одлике
Рељеф: Општина Бовец налази се на крајњем северозападу државе. У средишњем делу општине налази долина реке Соче. Северним и средњим делом општине пружају се Јулијски Алпи, а на крајњем југу Бенешки Алпи.
Клима: У општини влада оштрија, планинска варијанта умерено континенталне климе.
Воде: Најважнији водоток у општини је река Соча, која овде извире и тече горњим делом тока. Сви остали водотоци су мали и притоке су Соче.

## Становништво
Општина Бовец је веома ретко насељена.

## Насеља општине
| - Бавшица - Бовец - Жага - Кал-Коритница - Лепена - Лог Чезсошки | - Лог под Мангартом - Плужна - Соча - Српеница - Стрмец на Пределу - Трента - Чезсоча |  |